# ریکاردو جی. آلفارو
ریکاردو جی. آلفارو (انگلیسی: Ricardo J. Alfaro; زاده ۲۰ اوت ۱۸۸۲ – درگذشته ۲۳ فوریهٔ ۱۹۷۱) سیاست‌مدار اهل پاناما بود. وی از ۱۶ ژانویه ۱۹۳۱ تا ۵ ژوئن ۱۹۳۲ رئیس‌جمهور پاناما بود.
هادی نویره در ۲۳ فوریه ۱۹۷۱، در سن ۸۸ سالگی درگذشت.